# Katrina Kalda
Œuvres principales
- Un roman estonien
- Arithmétique des dieux
- Le pays où les arbres n'ont pas d'ombre
- La mélancolie du monde sauvage

Katrina Kalda est une femme de lettres française d'origine estonienne, née en 1980 à Tallinn, en Estonie.

## Biographie
Katrina Kalda arrive en France, à Calais, à l'âge de dix ans.
Après une khâgne au lycée Condorcet (Paris 9), elle étudie la littérature comparée à l'École normale supérieure de Lyon et commence une thèse sur la littérature de l'Europe centrale et orientale des années 1960-1990, tout en enseignant comme allocataire monitrice. Elle travaille alors dans le secondaire comme professeur agrégé, puis passe le concours de conservateur de bibliothèques. Elle est depuis 2015 en poste à la bibliothèque universitaire de l'université de Tours.
Elle est l'autrice de quatre romans publiés chez Gallimard : Un roman estonien (2010), Arithmétique des dieux, (2013), Le pays où les arbres n'ont pas d'ombre (2018) et La Mélancolie du monde sauvage (2021).
Elle est également l'auteur de traductions.

## Publications

### Romans
- Un roman estonien, Gallimard, 2010  (ISBN 9782070129683)
- Arithmétique des dieux, Gallimard, 2013  (ISBN 9782070138692) Prix littéraire Richelieu de la francophonie 2015 décerné par Richelieu International Europe[4].
- Le pays où les arbres n’ont pas d'ombre, Gallimard, 2016  (ISBN 978-2-07-018673-0) Prix des lecteurs des Littératures européennes de Cognac 2018[5].
- La Mélancolie du monde sauvage  (roman), Paris, Gallimard, 2021, 274 p. (ISBN 978-2-07-292534-4 et 2-07-292534-7, OCLC 1252859651, lire en ligne)

### Nouvelles, essais, contributions
- « Paysages de la langue », Les Écrits (revue de l’académie des lettres du Canada français), 2012
- « Kihnu, une île au large du temps », revue Portrait #2[6], 2014  (ISBN 978-2-37120-012-8)
- « Paris, pays kitch de l'imagination », in Paris lumières étrangères (ouvrage collectif), Magellan, 2017  (ISBN 978-2-35074-449-0)
- « Fenêtres de papier », préface au livre de photographies de Jérémie Jung, Au large du temps, Imogène, 2018  (ISBN 978-2-900840-00-9)[7]
- « Un jour je mourrai dans une guerre nucléaire », in Filles de l'Est, femmes à l'Ouest (ouvrage collectif), Intervalles, 2022  (ISBN 978-2-36956-322-8)
- « Forêts et frontières », La Nouvelle Revue française, automne 2022  (ISBN 978-2-07299-508-8)

### Traductions
- Viivi Luik, Le Petit Placard de l'homme, Pierre-Guillaume de Roux, 2012

### Édition
- Jules Michelet, La Sorcière, préface de Richard Millet, édition de Katrina Kalda, Gallimard, coll. « Folio Classique », 2016

### Autre prix
- 2013 : Prix du rayonnement de la langue et de la littérature française de l'Académie française[8]